# Средни колиби
Средни колиби е село в Северна България. То се намира в община Елена, област Велико Търново.

## География
Село Средни колиби се намира на около 13 километра западно от град Елена. Разположено е в хълмиста местност, защитена от северните и западни ветрове. В околностите му има много извори. Заобиколено е с хълмове – на юг Брусова могила и Рисова стена, на север Дебело бърдо и Кошарките и на запад – Моравките. На изток от селото се простира неголяма котловина, която сега е заета от водите на язовир „Йовковци“. Местността над селото носи название „Селището“. Счита се, че от там е минавал древния път от река Дунав за земите на днешна Южна България и Беломорието и на това място е имало войнишко селище за охрана на пътя.

## История
Село Средни колиби съществува като населено място от преди Освобождението. Според някои сведения, е основано през 1530 година. Населено е само с българи. В 1891 г. селището се състои от 50 къщи. Има данни, че тук се преселват овчари от село Полско Косово, Беленско, откъдето един от старите родове е наречен Косьовчани. Наименованието си получава от средищното място, което заема сред околните колиби (махали). Според предание тук най-напред дошли, спасявайки се от турците 2 – 3 български семейства. В едно от тях израствали няколко внуци. Те решили да се отделят от дядо си, създали отделни семейства, завъдили добитък, главно овце и се заселили в околностите. Илю слага основите на Илиювци, Раю – на Раювци, Берко на Берковци, Харво на Харваловци и Бадю на Бадевци. Техните колиби остават в околностите на старото селище, което поради средищното си положение било наречено Средни колиби. Към селото в 1939 г. е присъединена махала Дерикотковци.
Основен поминък на населението бил земеделието и скотовъдството, овощарството. Развито било и бубарството. Практикува се и градинарското гурбетчийство. В селото имало плодосушилни – главно за сливи. Изнасяни били сушени сливи за Германия. Произвеждала се и сливова ракия. Създадено било овощарско дружество „Плод“.
По време на Руско-турската война 1877 – 1878 г. през селото преминава и нощува в околностите му Предния руски отряд под командването на Й. В. Гурко при прехода му през Балкана.
На 25 май 1936 г. по време на проливен дъжд пада мълния и поразява камбанарията на църквата в селото.
През 1970 г. в центъра на селото е направен паметник на загиналите в Отечествената война (1944 – 1945 г.) съчетан с барелеф на Иван Калчев Иванов (Тинко), партизанин от Еленската чета, загинал в сражението на 7 септември 1944 г. край с. Константин.
Всяка година по случай Гергьовден на 6 и 7 май в селото се провежда традиционен сбор. Сборове ставали и. на Великден и Димитровден. В центъра на селото по средата на площада, (където в старо време било хорището) растял вековен дъб. Неговото стъбло можели да обхванат заловени за ръце 4 – 5 души.

## Религии
В по-старо време в околностите на селото съществували три черковища. Първата църква „Св. Великомъченик Димитрий“ е построена през 1840 г. в местността Метоха. Тя била малка и схлупена и през 1894 г. е построена нова на нейното място. Други данни сочат, че през 1901 г. е построена сегашната църква.

## Обществени институции
Училище в селището съществува от 1835 г. В 1863 г. до църквата е построена училищна сграда. В 1922 г. се открива прогимназия. В 1933 г. е построено I ново училище, а в 1940 г. е открито общежитие за учениците от околните махали. През 1962 г. е построена нова сграда на общежитието.
През 1966 г. основното училище в селото се превръща в оздравително за сърдечно-ревматично преболедували деца.
Читалище „Събуждане“ е основано на 6 декември 1893 г. В 1931 г. е открит читалищния дом. Читалището е известно със своята активна културно-просветна дейност. Театралния колектив е бил окръжен първенец и е изнасял представления във Велико Търново, Габрово, Горна Оряховица.